# Мурад III
Мура́д III (осман. مراد ثالث‎ / Murâd-ı sâlis, тур. Üçüncü Murat; 4 июля 1546 — 15 января 1595) — двенадцатый султан Османской империи (1574—1595), сын султана Селима II.

## Биография
Родился в Манисе, где служил наместником (санджак-беем) его отец, шехзаде Селим. В 12 лет шехзаде Мурад был назначен своим дедом, османским султаном Сулейманом Кануни, наместником (санджак-беем) Акшехира, где и оставался до 1566 года. В правление своего отца Селима II шехзаде Мурад занимал (с 1566 по 1574) должность санджак-бея  Манисы.

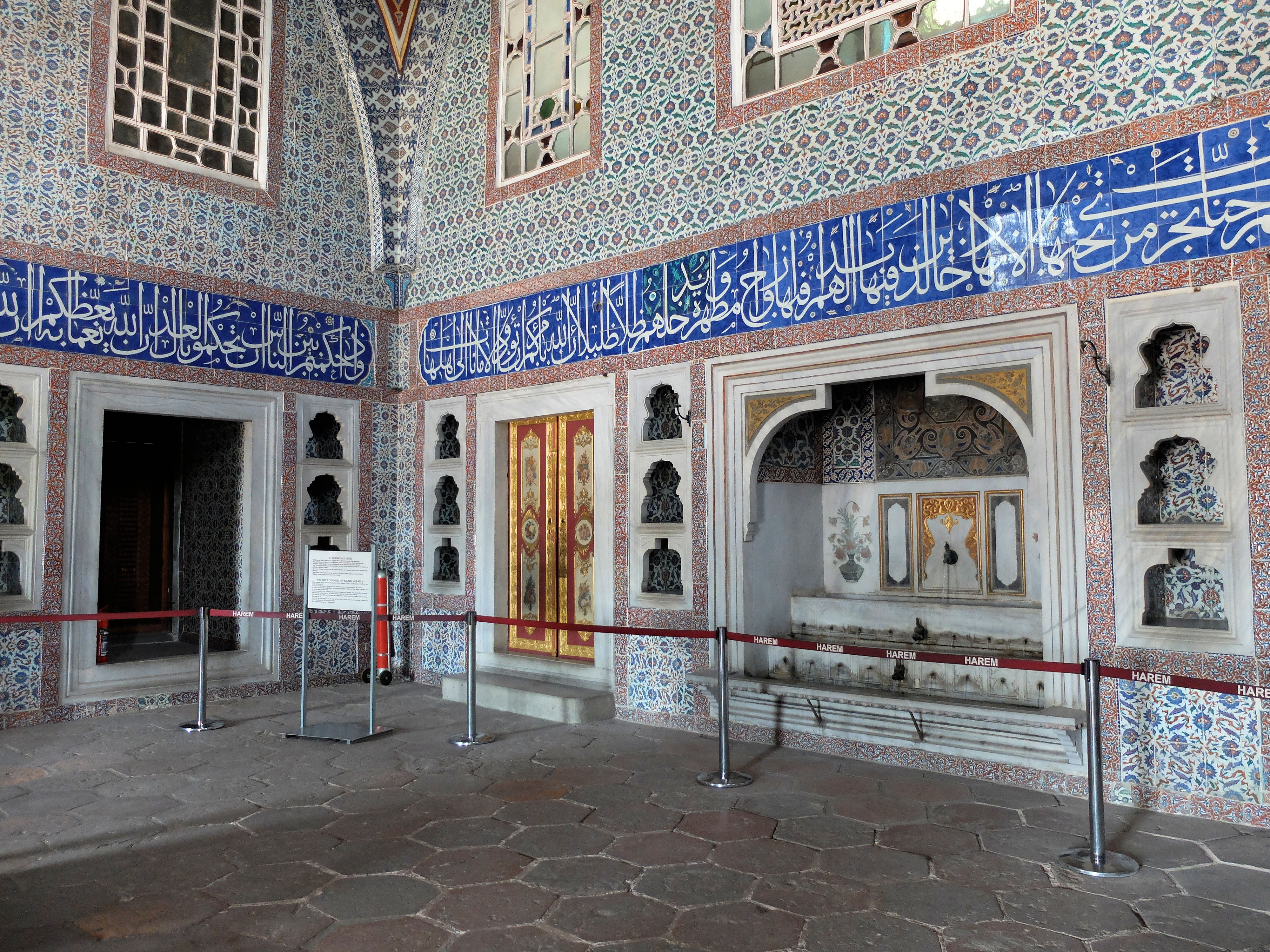
Покои Мурада III в гареме

При вступлении на престол приказал умертвить 5 своих младших братьев, что было обычной практикой турецких султанов. Мурад III мало занимался государственными делами, предпочитая гаремные наслаждения. При нём большую роль в политике стали играть женщины из султанского гарема, в частности Нурбану, мать Мурада, и его жена Сафие. Возглавляемые ими придворные группировки плели интриги друг против друга, а также против многих высших сановников, часто добиваясь их смещения и казни. До 1579 года страной фактически управлял Соколлу Мехмед-паша. После его убийства должность великого визиря потеряла своё былое значение. За оставшиеся 16 лет правления Мурада III на этом посту сменилось 6 человек. Если раньше великий визирь решал большинство важных вопросов, а султан Селим им практически не уделял внимания, то теперь султан письменно излагал свои решения визирю, последнему же оставалось лишь выполнять его желания.
При Мураде III значительно увеличилась коррупция, стали нормой взяточничество и кумовство. Особенно преуспел в этом родственник и фаворит султана  Шемси Ахмед-паша из рода Джандаридов, правившего ранее в Кастамону и Синопе. Однажды (так пишет его биограф) он вышел от султана в состоянии заметного душевного подъема, произнеся с пафосом: «Наконец-то я отомстил за мою династию династии дома Османов. Поскольку она разрушила нашу, я сейчас подготовил ее собственное разрушение». Когда Шемси спросили, как ему это удалось, фаворит ответил: «Путем убеждения султана иметь долю от продажи его собственных льгот. Это правда, что я предложил ему заманчивую наживку. Сорок тысяч дукатов не такая уж маленькая сумма. Начиная с этого дня султан сам подаст пример коррупции, и коррупция уничтожит империю».	

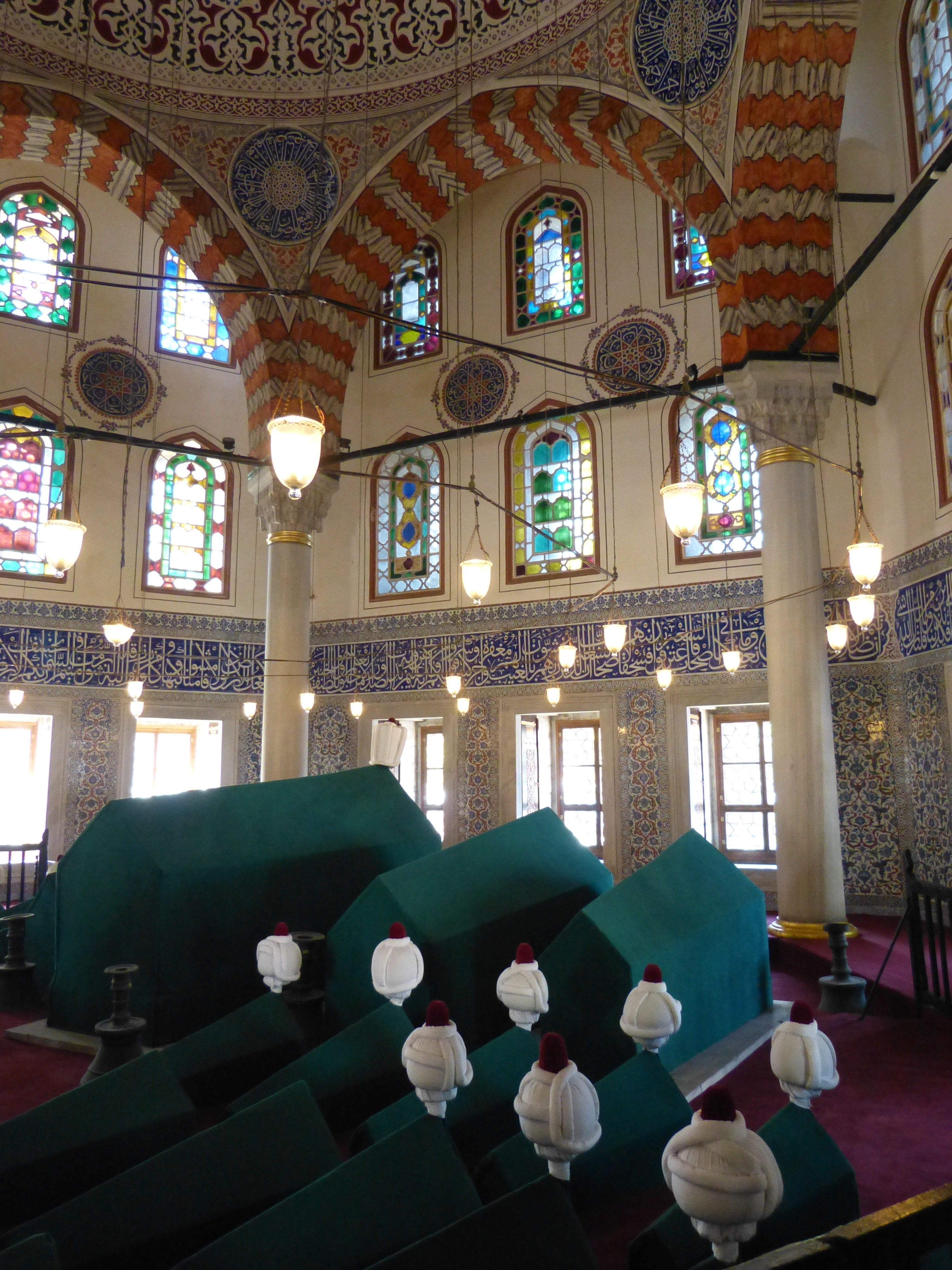
Гробница Мурада III

В 1578 году началась очередная война с Персией. По легенде, Мурад III спросил приближенных, какая война из всех, имевших место в правление Сулеймана I, была самой тяжелой. Узнав, что это была иранская кампания, Мурад задумал превзойти знаменитого деда и действительно осуществил своё желание. Имея значительное численное и техническое превосходство над противником, османская армия добилась ряда успехов: в 1579 году были оккупированы территории современных Грузии и Азербайджана, а в 1580 году — южное и западное побережье Каспийского моря. В 1585 году были разбиты основные силы иранской армии и занята территория Азербайджана (исторического региона на северо-западе современного Ирана). Согласно Константинопольскому мирному договору с Ираном, заключённому в 1590 году, к Османской империи перешли большая часть Азербайджана, в том числе Тебриз, всё Закавказье, Курдистан, Луристан и Хузестан. Несмотря на столь значительные территориальные приращения, война привела к ослаблению османской армии, понесшей большие потери, и подрыву финансов.
Султан Мурад умер в начале Тринадцатилетней войны против Австрии в 1595 году естественной смертью во дворце Топкапы и был похоронен в гробнице рядом с собором Святой Софии.

## Семья

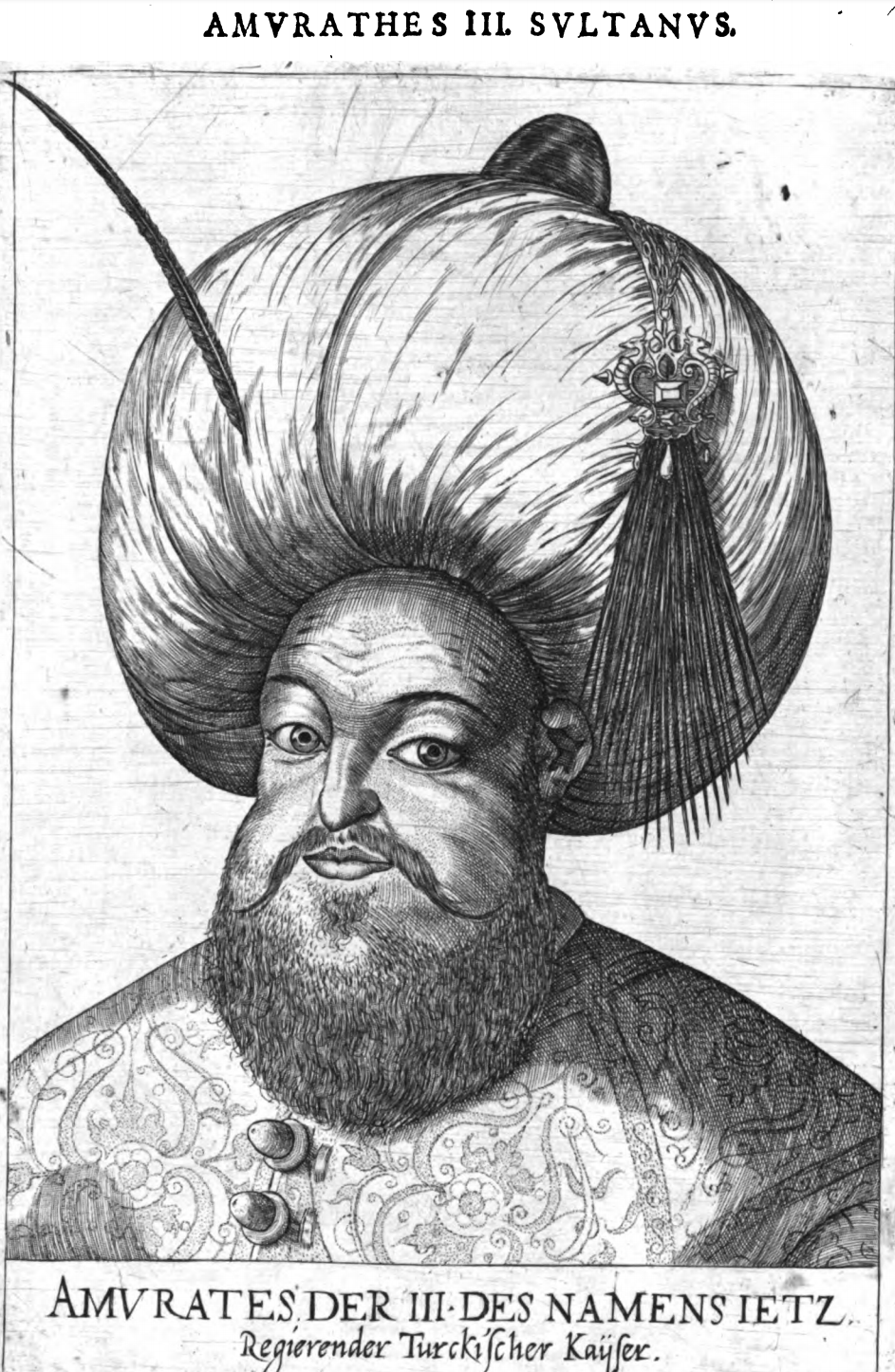
Портрет Мурада III из книги 1600 года

В 1560-е годы в гарем наследника попала Сафие. Вплоть до восшествия Мурада на престол и долгие годы после этого Сафие оставалась его единственной наложницей. Нурбану-султан советовала сыну брать других наложниц для блага династии, поскольку к 1581 году в живых оставался только один шехзаде — сын Мурада и Сафие, Мехмед. Остальные сыновья, рождённые Сафие, умерли в раннем детстве, во время или вскоре после рождения. В 1583 году Нурбану обвинила Сафие в колдовстве, которое сделало Мурада импотентом, неспособным взять новую наложницу; нескольких слуг Сафие арестовали и пытали. Вскоре после этого сестра Мурада, Эсмехан-султан, подарила брату двух красивых рабынь, которых он принял и сделал своими наложницами. В течение последующих нескольких лет Мурад стал отцом нескольких десятков сыновей и дочерей.
В венецианских докладах говорится о том, что несмотря на первоначальную горечь из-за связей Мурада с другими женщинами, Сафие держалась с достоинством и не показывала ревности к наложницам Мурада. Позднее Сафие сама покупала красивых рабынь для гарема, чем заслужила благодарность султана, который продолжал ценить её и советоваться с ней по политическим вопросам, особенно после смерти Нурбану. В последние годы жизни и правления Мурада Сафие вновь стала его единственной наложницей и спутницей. По сообщениям венецианских и английских послов, несмотря на влияние, оказываемое Сафие на султана, Мурад так и не сделал её своей законной женой, хотя историк Мустафа Али утверждал обратное.
Помимо Сафие, известны имена четверых наложниц Мурада III, носивших титул хасеки: Шахихубан, Шемсирухсар, Назпервер и Фюлане. При этом, Лесли Пирс считает, что Шемсирухсар не была хасеки. Известно, что она была матерью Рукийе-султан и скончалась приблизительно в 1613 году в Стамбуле. Фюлане была дочерью Мирчи V Чобанула (имя при рождении, вероятно, Добра), вошла в гарем Мурада в 1574 году и скончалась в январе 1595 года. Историк Парс Тугладжи называет Назпервер и Шахихубан любимыми икбал султана. Также известно, что у султана были наложницы по имени Михрибан и Фахрие.

### Дети
По разным данным у Мурада III было 19, 22 или 24 сына и 26, 29 или 32/33 дочери; 17 дочерей умерли в 1598 году от чумы, приблизительно 19 сыновей были казнены в 1595 году (через две недели после смерти Мурада III). Также, ходили слухи, что по приказу Мехмеда III были казнены пятнадцать наложниц, беременных от Мурада III.
Сыновья
1. Мехмед III (26 мая 1566 — 21 декабря 1603; мать — Сафие-султан [16][13])
2. шехзаде Селим (1567[17] или ок. 1581[8] — казнён 28 января 1595[17])
3. шехзаде Осман[18] (ок. 1573 — 1587[8], по другим данным казнён 28 января 1595[17])
4. шехзаде Баязид[19] (ок. 1579[8] или 1586 — казнён 28 января 1595[17])
5. шехзаде Абдулла[19] (ок. 1580 — казнён 28 января 1595[17][8])
6. шехзаде Махмуд (1581[1]/1582 — казнён 28 января 1595[17]; мать — Сафие Султан[16])
7. сын (родился и умер в июне 1582[17])
8. шехзаде Джихангир[19] (февраль — август 1585[17])
9. шехзаде Сулейман[20] (февраль — ? 1585[17])
10. шехзаде Мустафа[19] (1585 — казнён 28 января 1595[17])
11. шехзаде Джихангир (1587 — казнён 28 января 1595[17])
12. шехзаде Абдуррахман[18] (казнён 28 января 1595[17])
13. шехзаде Ахмед[17]
14. шехзаде Алаеддин[18] Давуд[17] (казнён 28 января 1595[17])
15. шехзаде Алемшах[18] (казнён 28 января 1595[17])
16. шехзаде Али[18] (казнён 28 января 1595[17])
17. шехзаде Хасан[19] (казнён 28 января 1595[17])
18. шехзаде Хюсейн[19] (казнён 28 января 1595[17])
19. шехзаде Исхак[19] (казнён 28 января 1595[17])
20. шехзаде Коркут[18] (казнён 28 января 1595[17])
21. шехзаде Мурад[19] (казнён 28 января 1595[17])
22. шехзаде Омер[18] (казнён 28 января 1595[17])
23. шехзаде Якуп[18] (казнён 28 января 1595[17])
24. шехзаде Юсуф[18] (казнён 28 января 1595[17])

Дочери
- Айше-султан[20] (ок. 1565[21] — 15 мая 1604[17]; мать — Сафие-султан[17][16][22]) — была дважды замужем, оба раза её мужьями становились великие визири[17].
- Фатьма-султан[20] (ок. 1580 — 1620; мать — Сафие-султан[16][23]) — была дважды замужем; в первом браке родила сына Махмуда (ум. 1598)[17].
- Хатидже-султан[24][17]  (ок. 1589[6] — ?)
- Фахрие[20] или Фетхийе[23]-султан (ок. 1590[6]/1594[23] — после 1641[25] или 1656[24]; мать неизвестна) — в 1604 году вышла замуж за губернатора Мосула Чухадара Ахмеда-пашу[25]. Энтони Алдерсон называет Фахрие и Фетхийе разными дочерьми султана, однако, обе они были замужем за Чухадаром-пашой[7].
- Михримах[20] и Михрюмах-султан[24] (ок. 1592 — ?[8]) — с 1604 года была замужем за мирахуром Ахмедом-пашой[7].
- Рукийе-султан[24] (мать — Шемсирухсар-хатун[9]) — в 1613 году вышла замуж за бейлербея Румелии Наккааса Хасана-пашу[23][26]
- Михрибан-султан[24]
- Хюма[6] или Хюмашах-султан[25] — была дважды замужем; её первым мужем Алдерсон называет Лала Мустафу-пашу[7], однако, тот был женат на внучке Сулеймана I Хюмашах-султан.
- дочь — её матерью была наложница, подаренная Мураду III его сыном Мехмедом[27].

Алдерсон отмечает, что в 1613 году состоялась массовая свадьба семи дочерей Мурада III с государственными мужами; он также пишет о том, что 17 дочерей султана умерли от чумы в 1598 году.

## В культуре
- Мурад стал героем комедии Мигеля де Сервантеса «Великая султанша донья Каталина де Овьедо», опубликованной в 1615 году в составе сборника «Восемь комедий и восемь интермедий» (в тексте он именуется Великий турок)[29]
- В турецком телесериале «Великолепный век» роль взрослого шехзаде Мурада исполнил Серхан Онат.
- Действие романа «Имя мне — Красный» турецкого писателя Орхана Памука происходит во время правления Мурада III.